# Mikhaïl Le Dentu
Mikhaïl Le Dentu (en russe : Михаил Васильевич Ле-Дантю), né à Tver, le 8 février 1891 et mort au front en 1917, est un artiste de l'avant-garde russe, représentant du néo-primitivisme, du rayonnisme et du futurisme.

## Biographie
Le Dentu dirigea, dès l'âge de 20 ans, des activités au sein de la société d'artistes de Saint-Pétersbourg « Union de la Jeunesse ». Ainsi, en 1911, fut donnée la représentation de la pièce Le Tsar Maxémiane et son fils rebelle Adolphe, variante russe du mythe de Tannhäuser de M. M. Tomachevski. La pièce est suivie de « lubies choréiques avec le public » : les spectateurs, travestis avec des costumes exécutés par des peintres de l'Union de la jeunesse sous la direction de Le Dentu, évoluent avec les acteurs dans la salle et sur la scène. Le peintre Vladimir Tatline participe à la création des décors.
Il fait partie aussi de la Queue d'Âne dont la première exposition s'ouvre à Moscou le 11 mars 1912. C'est la première fois que les « quatre grands » peintres russes sont réunis : Michel Larionov, Nathalie Gontcharoff, Vladimir Tatline et Casimir Malevitch. Mais s'ajoutent à ceux-ci d'autres artistes tels qu'Alexandre Chevtchenko, Mikhaïl Le Dentu lui-même, un historien d'art ami de Le Dentu et futur codécouvreur de Pirosmani à Tbilissi, Ilia Zdanevitch.

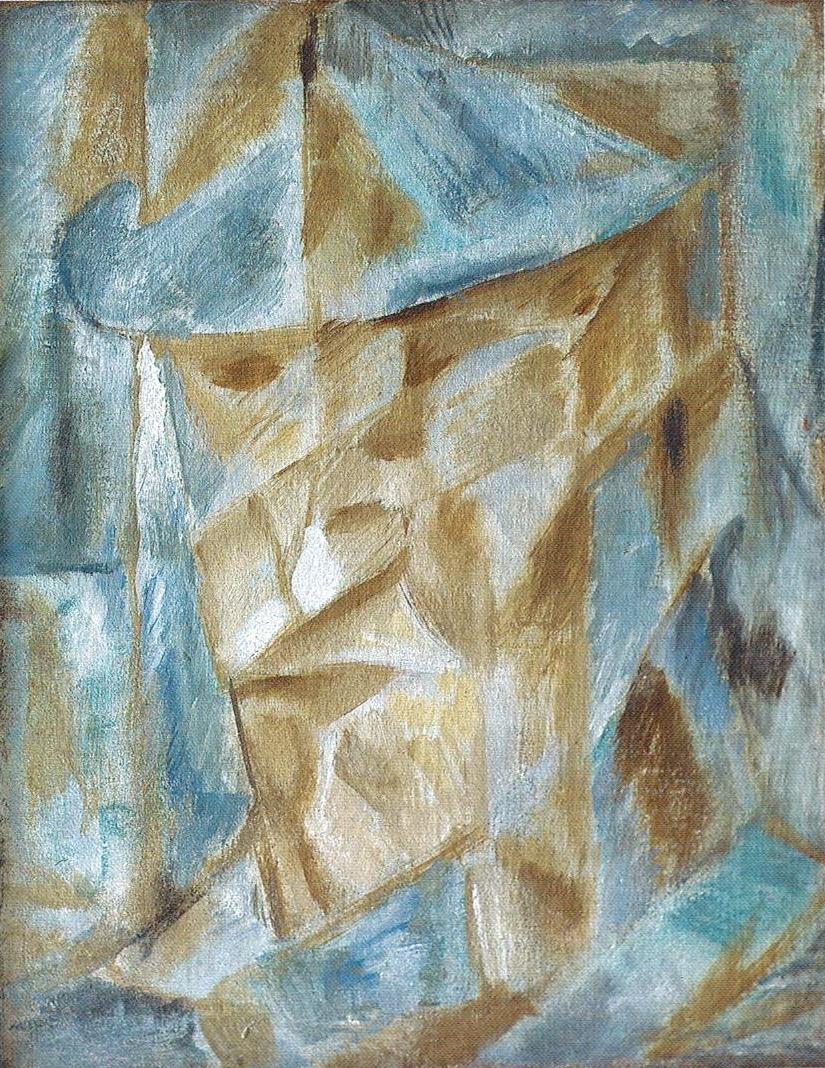
Portrait d'acteur-1912

Le voyage qu'il effectue durant six mois en Géorgie, à Tbilissi notamment, en 1912, exerça une grande influence sur l'œuvre de Le Dentu. Il vivait là chez les parents de son ami Cyril Zdanevitch. C'est Le Dentu qui attire l'attention du public et des néo-primitivistes sur la peinture de Niko Pirosmani qui orne les murs de la maison de ses hôtes. Il découvre Pirosmani avec Cyril Zdanevitch et son frère Ilia Zdanevitch comme Picasso découvrit le douanier Rousseau, chez un brocanteur.
Il fait connaître Pirosmani au public lors de l'exposition moscovite de Larionov « La Cible » le 23 mars 1913. Cette exposition est la dernière qui réunit tout ce qu'il y avait de plus brillant dans l'art de gauche russe (Natan Altman, Ivan Kliun, Malevitch, Pougny, Tatline, Exter...). 

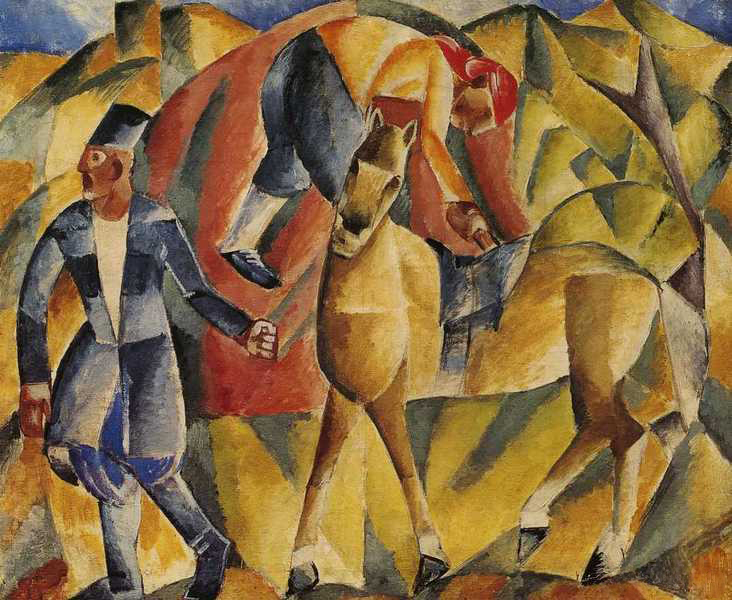
M.V. Le Dentu, Homme avec un cheval, 1910

Mikhaïl Le Dentu est aussi un représentant du « toutisme ». Ce mouvement est créé en 1913 par Ilia Zdanevitch, Michel Larionov et Le Dentu. Le « toutisme » (en russe : vsiotchestvo) reconnaît toute œuvre du passé ou du présent digne d'intérêt et d'analyse pour le peintre contemporain. Cette exposition est la dernière qui réunit tout ce qu'il y avait de plus brillant dans l'art de gauche russe (Natan Altman, Ivan Kliun, Malevitch, Jean Pougny, Tatline, Exter…). 
Il est, parmi les peintres russes de l'avant-garde russe, celui dont l'œuvre est la moins connue. Son décès prématuré au front, à 26 ans, n'y est sans doute pas étranger.